# Pseudokibic

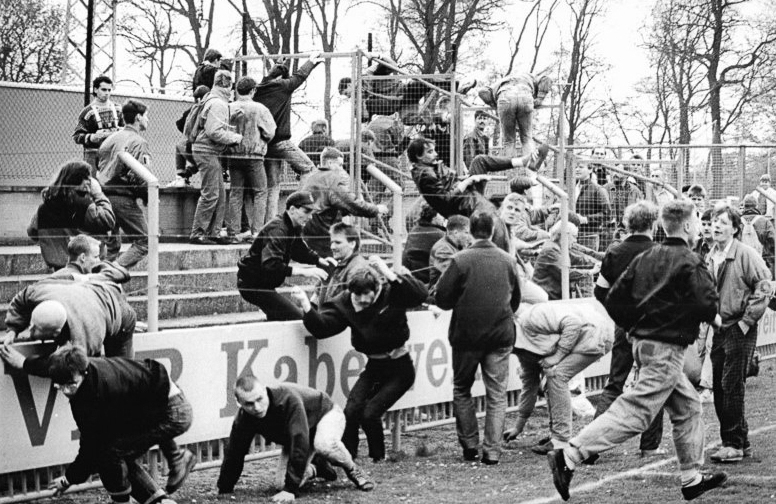
Bójka pseudokibiców w Niemczech, 1990 r.

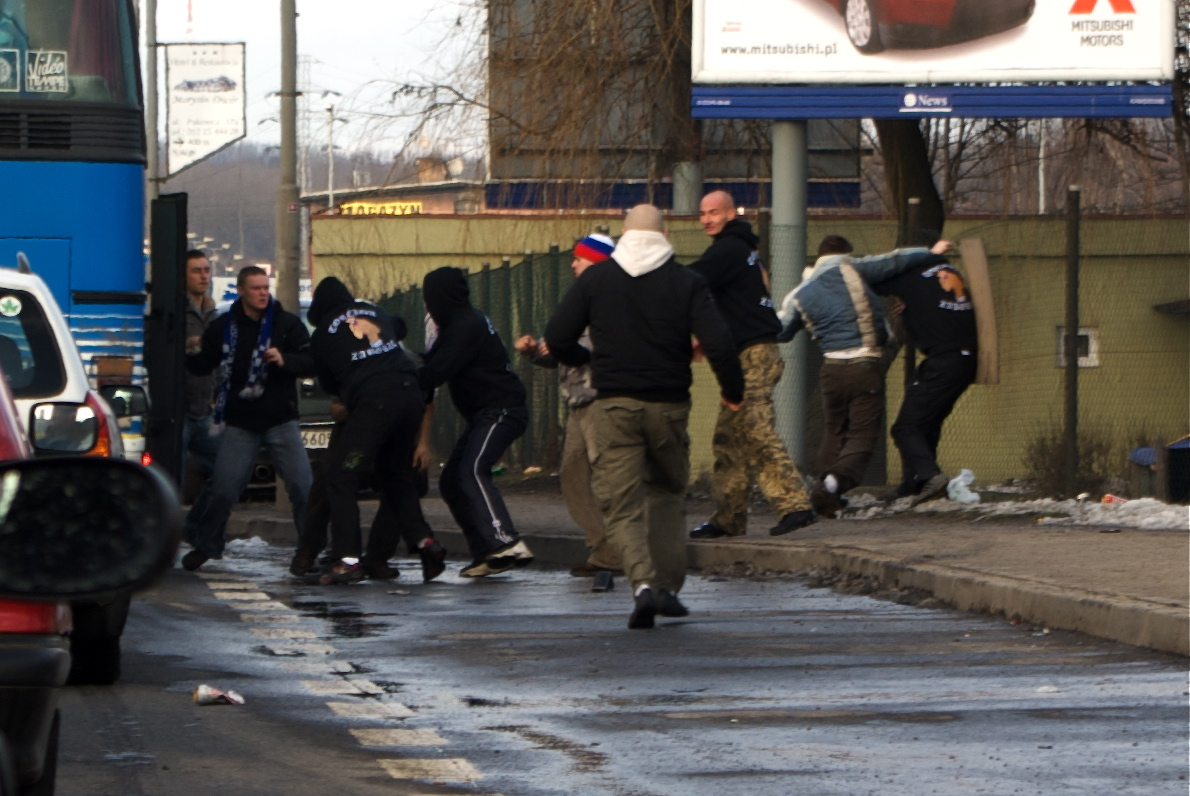
Bójka pseudokibiców z Zabrza i Chorzowa w 2009 r.

Pseudokibic (inaczej chuligan stadionowy, potocznie kibol, szalikowiec) – osoba związana z subkulturą stadionową, uczestnicząca w zbiorowym naruszaniu prawa na obiektach sportowych, najczęściej na stadionach piłki nożnej. Mianem pseudokibiców określa się również osoby prowokujące do naruszenia prawa (bójek) i uczestniczące w tzw. ustawkach. Naruszają one prawo w sposób zbiorowy, często także zorganizowany (tworzą tzw. bojówki). Za pseudokibiców uważa się najbardziej radykalnych kibiców danego klubu (najczęściej piłkarskiego). W Polsce do pseudokibiców należą najczęściej mężczyźni w wieku od 15 do 25 lat wywodzący się ze środowiska o niskim standardzie społecznym i kulturowym, bez wykształcenia lub z niskim poziomem wykształcenia, bez aspiracji i ambicji życiowych, często związani ze środowiskiem przestępczym. W warunkach polskich pseudokibice towarzyszą prawie każdej drużynie piłkarskiej, nawet w najniżej plasujących się klubach, czasem również w klubach innych niż piłkarskie (np. żużel). W celu uniknięcia odpowiedzialności za popełniane wykroczenia oraz przestępstwa pseudokibice zakładają na twarz kominiarki lub chusty.
Pseudokibiców zasadniczo od kibiców wyróżnia brak celu uczestniczenia w meczach z powodów, dla których uczestniczą w nich prawdziwi kibice (nawet najbardziej radykalni tzw. ultrasi), ale przede wszystkim wyróżnia ich chęć wszczynania burd bezpośrednio przed, w czasie trwania i po meczu. Pseudokibice zachowują się agresywnie wobec kibiców innych drużyn, zawodników, a także policji czy służb porządkowych. Pseudokibice uważają się za sympatyków danej drużyny, jednak charakter ich działań ma najczęściej znamiona przestępcze (napaści, groźby karalne, niszczenie mienia, uszkodzenia ciała, a nawet zabójstwa).

## Penalizacja
Środowisko pseudokibiców jest środowiskiem osób związanych ze środowiskiem przestępczym. Przestępstwa i wykroczenia popełniane przez pseudokibiców często mają miejsce poza obiektami sportowymi oraz bez związku z nimi – np. pobicia, uszkodzenia ciała na ulicy, itp. Członkowie tego środowiska dopuszczają się naruszeń prawa, takich jak niszczenie mienia, groźby karalne, udział w bójkach, uszkodzenia ciała, a nawet najcięższych przestępstw, takich jak uprowadzenia, zgwałcenia, ciężkie uszkodzenia ciała, handel i produkcja narkotyków, a nawet zabójstw.
Grupy pseudokibicowskie poszczególnych klubów sportowych, mogą być nastawione wobec siebie wrogo („mieć kosę”) lub też przyjaźnie („mieć zgodę”). Niezależnie od tego pseudokibice mają wspólnego wroga – policję. W Komendach Wojewódzkich Policji istnieją specjalne wydziały do spraw zwalczania przestępczości pseudokibiców.
Odpowiedzialność karną określa ustawa z 2009 r. o bezpieczeństwie imprez masowych.
Przemocy stadionowej poświęcone zostały dwie Konwencje Rady Europy z 1985 i 2016 r.